# Yahor Zubovitch
Yahor Vyachaslavavitch Zubovitch (biélorusse : Ягор Вячаслававiч Зубовіч), né le 1er juin 1989 à Ouzda à l'époque en RSS biélorusse et aujourd'hui en Biélorussie, est un footballeur biélorusse, qui évolue au poste d'attaquant.

## Biographie

### Carrière en club
Il joue deux matchs en Ligue Europa avec le club du Neman Grodno.
Il inscrit 11 buts dans le championnat de Biélorussie en 2011, puis 12 buts en 2014.

### Carrière en sélection
Avec l'équipe de Biélorussie olympique, il participe aux Jeux olympiques d'été de 2012. Lors du tournoi olympique, il joue deux matchs : contre la Nouvelle-Zélande, et le Brésil.

## Palmarès
| Dinamo Minsk - Championnat de Biélorussie - Vice-champion : 2008. |  | Naftan Novopolotsk - Coupe de Biélorussie (1) : - Vainqueur : 2012. - Supercoupe de Biélorussie : - Finaliste : 2013. |